# Arzano (Finistère)
Arzano (bretonisch An Arzhanaou) ist eine französische Gemeinde in der Region Bretagne im Département Finistère.

## Geografie
Der Ort liegt im Nordwesten von Frankreich, etwa 20 Kilometer von der Atlantikküste entfernt. Die nächsten Städte sind das 18 Kilometer südlich gelegene Lorient und Quimperlé (sechs Kilometer westlich). In jeweils zwei Kilometern Entfernung verlaufen die Flüsse Ellé (im Westen) und Scorff (östlich). 
Bei Quimperlé befindet sich die nächste Abfahrt an der Schnellstraße E 60 (Nantes-Brest) und ein Regionalbahnhof.

## Bevölkerungsentwicklung
| Jahr                       | 1962 | 1968 | 1975 | 1982 | 1990 | 1999 | 2006 | 2016 |
| Einwohner                  | 1310 | 1206 | 1103 | 1113 | 1224 | 1324 | 1325 | 1390 |
| Quellen: Cassini und INSEE |      |      |      |      |      |      |      |      |

## Sehenswürdigkeiten
- Ruine des Château de La Roche-Moysan
- Château de Kerlarec aus dem 19. Jahrhundert[1]
- Kapelle Saint-Laurent (16. Jahrhundert)

Siehe auch: Liste der Monuments historiques in Arzano (Finistère)

## Gemeindepartnerschaften
Es existieren Gemeindepartnerschaften mit der deutschen Gemeinde Hainsfarth in Bayern und mit der italienischen Gemeinde Arzano (Kampanien).